# Patriarchi della Chiesa ortodossa siriaca

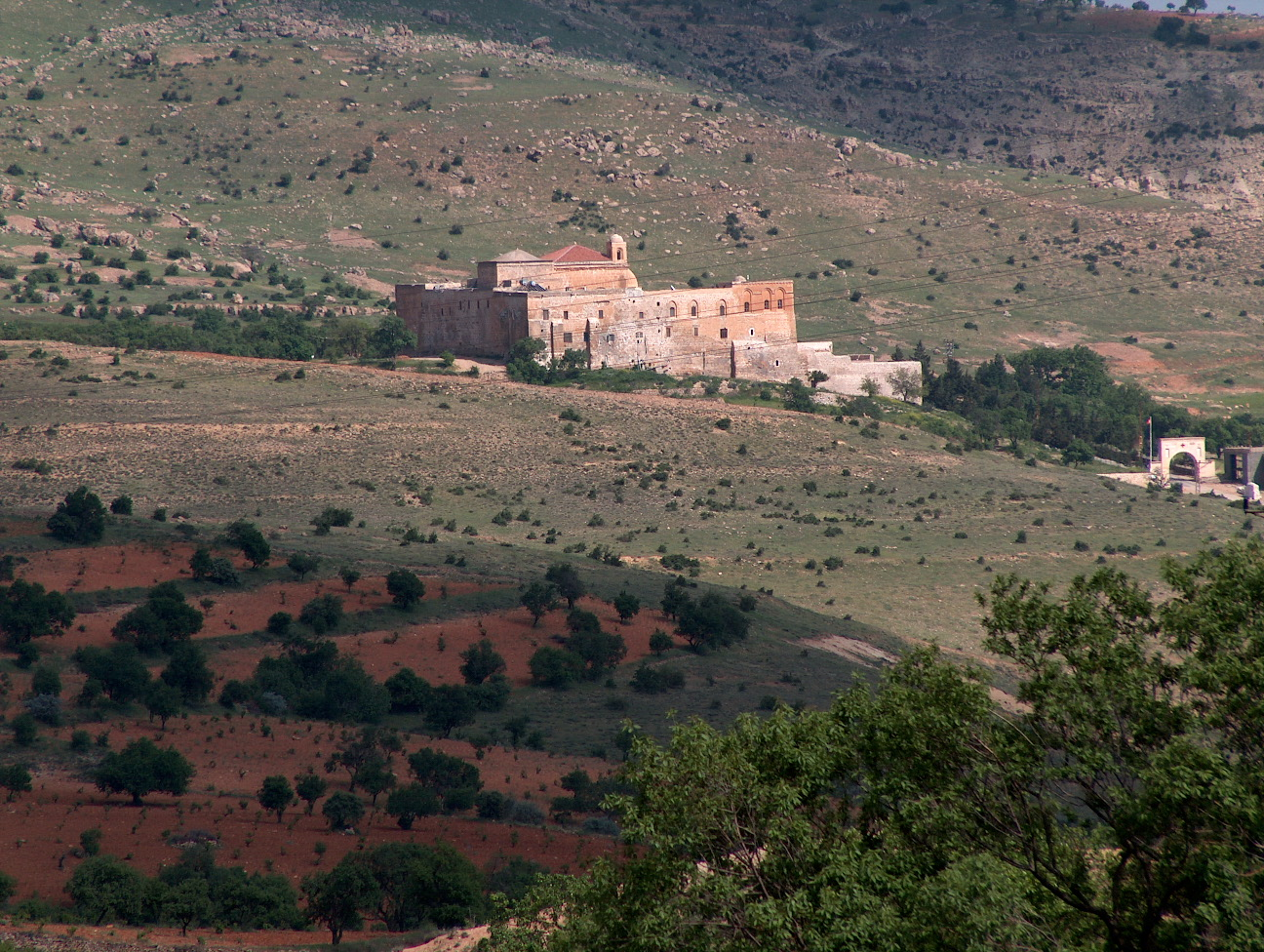
Il monastero di Mor Hananyo, presso la città di Mardin in Turchia, fu sede dei patriarchi della Chiesa ortodossa siriaca dal XIII secolo fino al 1933.

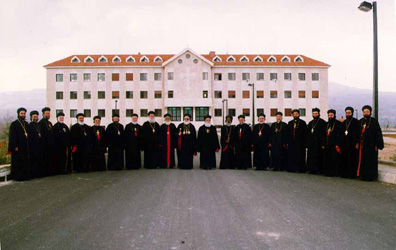
Il monastero di Mor Ephrem a Maaret Saidnaya, nei pressi di Damasco, attuale sede dei Patriarchi della Chiesa ortodossa siriaca.

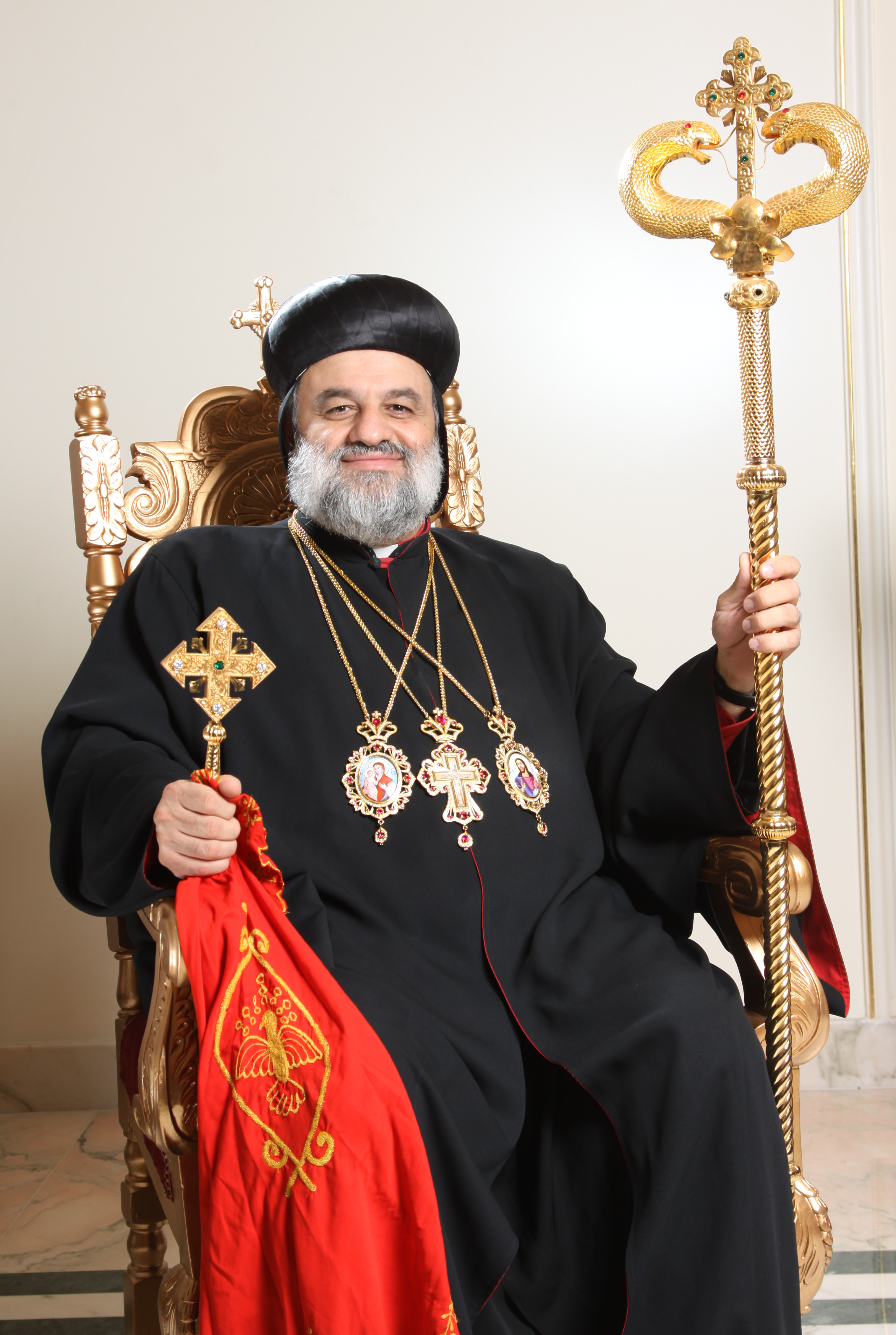
L'attuale patriarca della Chiesa ortodossa siriaca, Mar Ignazio Afram II Karim, eletto nel 2014.

Il patriarca della Chiesa ortodossa siriaca è la massima carica nella gerarchia ecclesiastica della Chiesa ortodossa siriaca, sorta nel VI secolo, in seguito ad uno scisma, che ha portato alla separazione di questa Chiesa dal Patriarcato di Antiochia. Porta il titolo di Patriarca di Antiochia, benché non abbia mai risieduto nell'antica città; dopo diverse peripezie, dal XIII secolo e fino al 1933, sede patriarcale fu il monastero di Mor Hananyo, presso la città di Mardin in Turchia; in seguito e fino ad oggi, sede patriarcale è il monastero di Mor Ephrem nei pressi di Damasco.
L'attuale «Patriarca siro-ortodosso di Antiochia» è Mar Ignazio Afram II Karim, eletto il 31 marzo 2014.

## Elenco dei Patriarchi
- Severo di Antiochia (512–538)
- Sergio di Tella (544–546), consacrato da Giacomo Baradeo
  - Sede vacante (546–550)
- Paolo II (550–575)
  - Sede vacante (575–581)
- Pietro III o Pietro di Callinico[1] (581–591)
- Giuliano I (591–595)
- Attanasio I Gammolo (595–631)
- Giovanni II (631–648)
- Teodoro (649–667)
- Severo II bar Mashqe (667–681)
- Attanasio II (683–686)
- Giuliano II (686–708)
- Elia I (709–723)
- Attanasio III (724–740)
- Iwannis I (740–754)
  - Euwanis I (754–?)
  - Attanasio Sandalaya (?–758)
- Giorgio I (758–790)
- Giuseppe (790–792)
- Ciriaco di Tagrit (793–817)
- Dionigi di Tell Mahre (817–845)
- Giovanni III (846–873)
- Ignazio II (878–883)
- Teodosio Romano di Takrit (887–896)
- Dionisio II (897–909)
- Giovanni IV Qurzahli (910–922)
- Basilio I (923–935)
- Giovanni V (936–953)
- Iwanis II (954–957)
- Dionisio III (958–961)
- Abramo I (962–963)
- Giovanni VI Sarigta (965–985)
- Attanasio IV di Salah (986–1002)
- Giovanni VII bar Abdun (1004–1033)
- Dionisio IV Yahya (1034–1044)
  - Sede vacante (1044–1049)
- Giovanni VIII (1049–1057)
- Attanasio V (1058–1063)
- Giovanni IX bar Shushan (1063–1073)
- Basilio II (1074–1075)
- Giovanni Abdun (1075–1077)
- Dionisio V Lazaros (1077–1078)
- Iwanis III (1080–1082) 
  - Sede vacante (1082–1088)
- Dionisio VI (1088–1090)
- Attanasio VI bar Khamoro (1091–1129)
- Giovanni X bar Mawdyono (1129–1137)
- Attanasio VII bar Qutreh (1138–1166)
- Michele il Grande (1166–1199)
- Attanasio VIII (1200–1207)
- Giovanni XI (1208–1220) 
  - Sede vacante (1220–1222)
- Ignazio III David (1222–1252)
- Giovanni XII bar Maʿdani (1252–1263)
- Ignazio IV Yeshu (1264–1282)
- Filosseno I Nemrud (1283–1292)
- Michele II (1292–1312)
- Michele III Yeshu (1312–1349)
- Basilio III Gabriel (1349–1387)
- Filosseno II (1387–1421)
- Basilio IV Shemun (1421–1444)
- Ignazio Behnam al Hadli (1445–1454)
- Ignazio Khalaf (1455–1483)
- Ignazio Giovanni XIV (1483–1493)
- Ignazio Nuh del Libano (1493–1509)
- Ignazio Yeshu I (1509–1512)
- Ignazio Giacomo I (1512–1517)
- Ignazio Davide I (1517–1520)
- Ignazio AbdAllah I (1520–1557)
- Ignazio Na῾mattalah[2] (1557–1576)
- Ignazio Davide II Shah (1576–1591)
- Ignazio Pilato I (1591–1597)
- Ignazio Hadayat Allah (1597–1639)
- Ignazio Simone I (1640–1659)
- Ignazio Yeshu II Qamsheh (1659–1662)
- Ignazio Abdul Masih I (1662–1686)
- Ignazio Giorgio II (1687–1708)
- Ignazio Isacco Azar (1709–1722)
- Ignazio Shukr Allah II (1722–1745)
- Ignazio Giorgio III (1745–1768)
- Ignazio Giorgio IV (1768–1781)
- Ignazio Matteo (1783–1817)
- Ignazio Yunan (1817–1818)
- Ignazio Giorgio V (1819–1837)
- Ignazio Elia II (1838–1847)
- Ignazio Giacomo II (1847–1871)
- Ignazio Pietro IV (1872–1894)
- Ignazio Abdul Masih II (1895–1905)
- Ignazio Abded Aloho II (1906–1915)
- Ignazio Elia III (1917–1932) - Nel 1931 Elia III trasferisce la sede del Patriarcato dal monastero Mor Hananyo (nel Tur Abdin) a Damasco.
- Ignazio Aphram I Barsoum (1933–1957)
- Ignazio Giacomo III (1957–1980)
- Ignazio Zakka I Iwas (1980–2014)
- Ignazio Aphram II Karim (2014–oggi)